# 魯惠公
魯惠公（？—前723年），姬姓，名弗湟，為春秋諸侯國魯國君主之一，是魯國第十三任君主。他為魯孝公兒子，承襲魯孝公擔任該國君主，在位46年。

## 家庭
父：
- 魯孝公

母：
- 仲子[1]

兄弟：
- 公子彄，即臧僖伯
- 公子益師

妻：
- 孟子，宋女，元妃
- 聲子，繼室，魯隱公之母
- 仲子，宋女，魯桓公之母

子：
| 通稱   | 姓 | 氏 | 名     | 字   | 諡 | 封地 |
| ------ | -- | -- | ------ | ---- | -- | ---- |
| 魯隱公 | 姬 |    | 息姑   |      | 隱 |      |
| 魯桓公 | 姬 |    | 允或軌 |      | 桓 |      |
| 施父   | 姬 | 施 | 尾     | 施父 |    |      |

女：
- 紀伯姬
- 紀叔姬